# 齿萼紫花苣苔
齿萼紫花苣苔（学名：Loxostigma fimbrisepalum）为苦苣苔科紫花苣苔属下的一个种。